# خذروفية
خُذروفية (الاسم العلمي: Magnaporthaceae)، فصيلة فطور من رتبة الخذروفيات. حُددت من قبل Paul F. Cannon في عام 1994 لمجموعة من الفطريات المرتبطة بالعشب المتمركزة في خذروفة (Nakataea). تمتلك الحذروفيات شكلًا لاجنسيًا يشبه harpophora وغالبًا ما ترتبط بجذور الأعشاب أو الحبوب.